# Metropolitanato de Iconio

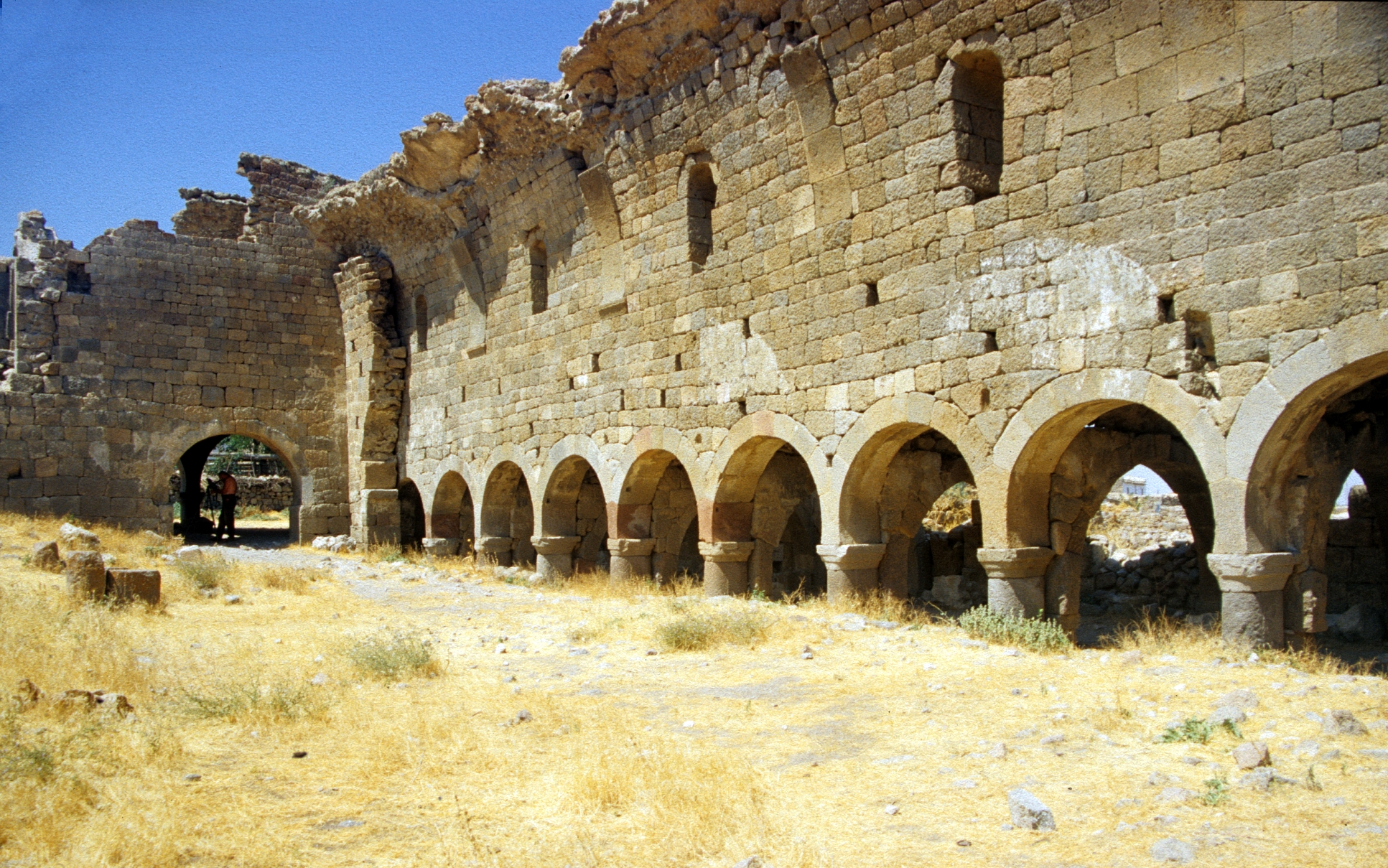
Ruinas de una iglesia cristiana en Madenşehri.

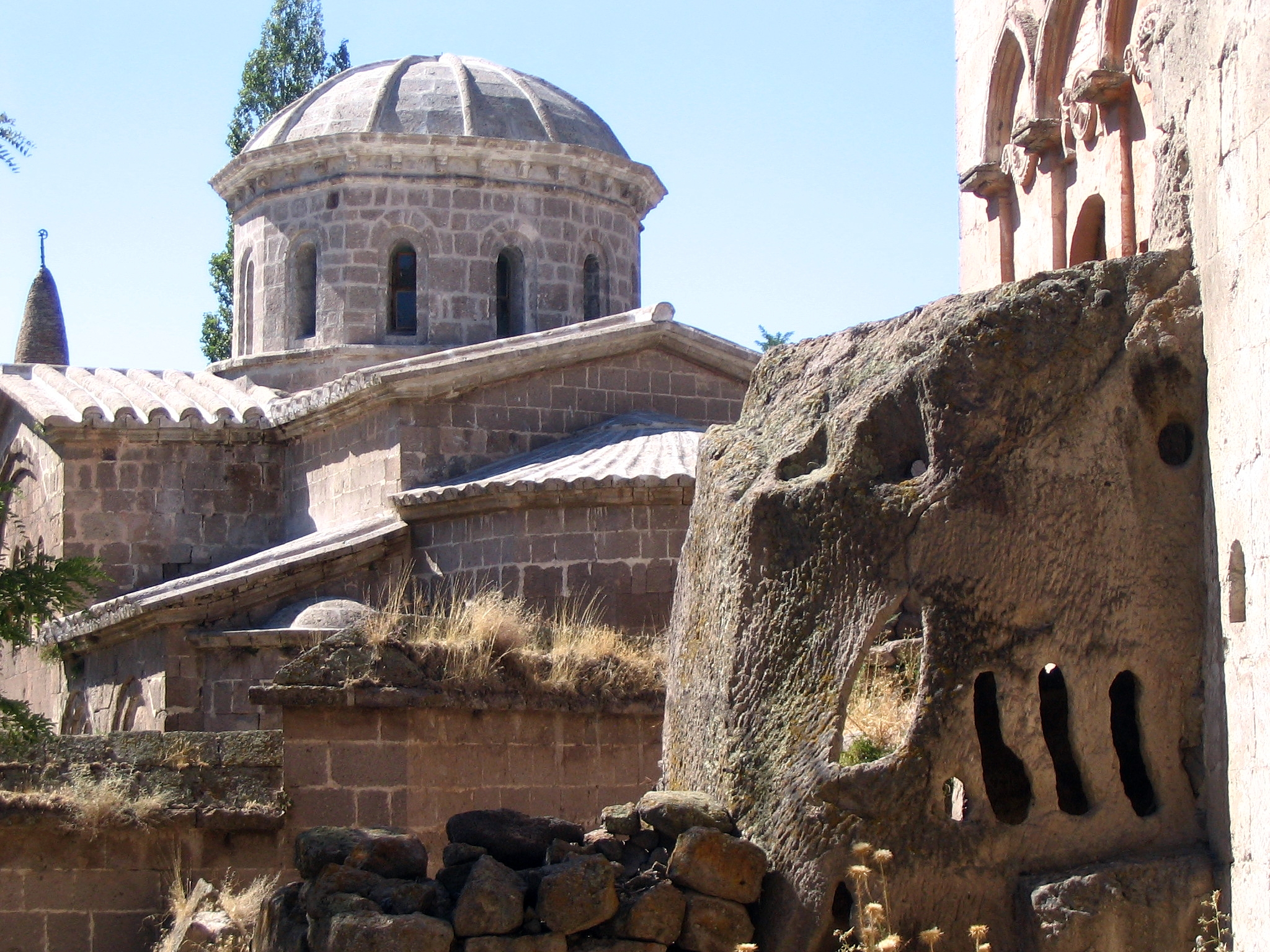
Iglesia de San Gregorio Nacianceno en Güzelyurt.

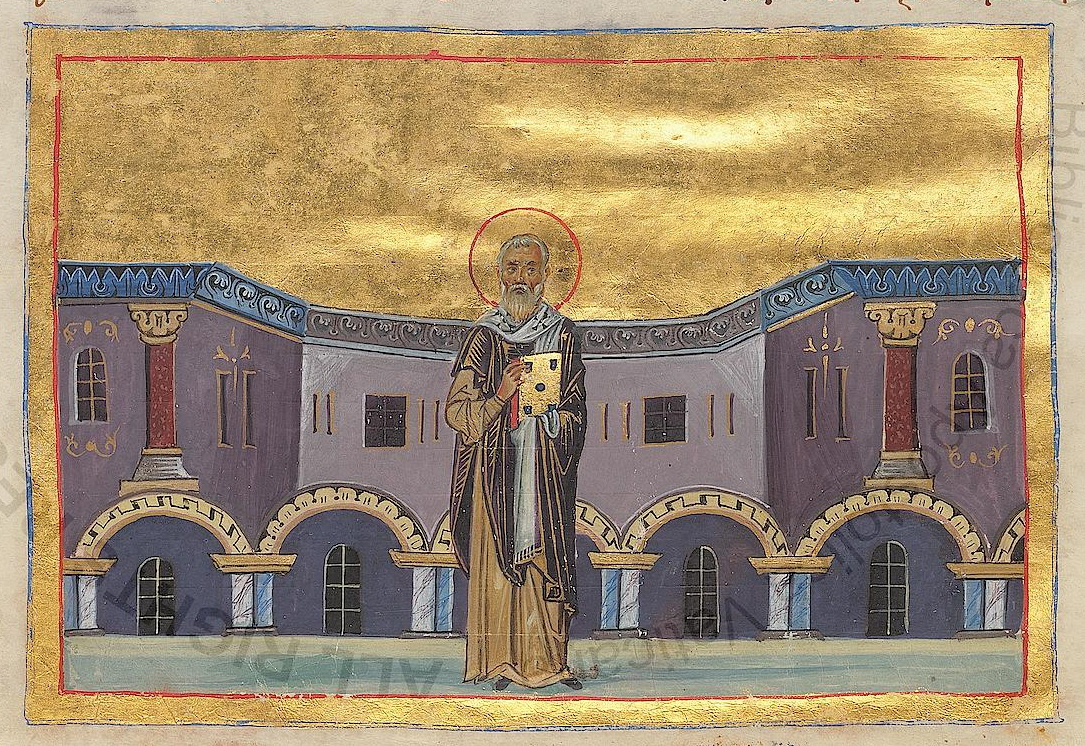
Anfiloquio de Iconio. Biblioteca del Vaticano.

El metropolitanato de Iconio (en griego: Ιερά Μητρόπολη Ικονίου) es una diócesis vacante de la Iglesia ortodoxa perteneciente al patriarcado de Constantinopla, cuya sede estaba en Iconio (la actual Konya) en Turquía. Su titular llevaba el título de metropolitano de Iconio, el más honorable ('hipertimos') y exarca de toda Licaonia (en griego: Ο Ικονίου, υπέρτιμος και έξαρχος πάσης Λυκαονίας). Es una antigua sede metropolitana de la provincia romana de Licaonia en la diócesis civil del Ponto y en el patriarcado de Constantinopla.

## Territorio
El territorio del metropolitanato se encuentra en las provincias de Konya, Niğde, Aksaray, Karaman y Ankara. El área del metropolitanato limita al norte con el metropolitanato de Ancyra; al este con el metropolitanato de Cesarea y la arquidiócesis greco-ortodoxa de Tarso y Adana (de la Iglesia ortodoxa de Antioquía); al sur con la arquidiócesis de Tarso y Adana; y al oeste con los metropolitanatos de Pisidia y de Filadelfia.
Además de Konya, otras localidades del metropolitanato son Niğde, Aksaray, Güzelyurt, Şereflikoçhisar, Kemerhisar, Bor, Ereğli, Karapınar, Karaman, Seydişehir, Beyşehir y Akşehir.

## Historia
Iconio recibió pronto la fe cristiana. Fue objeto de la evangelización de san Pablo durante su primer viaje misionero (Hechos 14,1-7), donde se encontró con la resistencia de los paganos y los judíos, como recordará más tarde el apóstol (2 Timoteo 3,11). El martirologio romano recuerda a varios santos que sufrieron el martirio en Iconio: la más conocida es santa Tecla, discípula de san Pablo, pero también los santos Apolonio, Marciano, Trifena y Trifosa. Entre los mártires, también se recuerdan los dos primeros obispos atribuidos por tradición a la sede de Iconio: san Terencio (21 de junio) y san Caronato (12 de septiembre). Entre los obispos de Iconio, el más conocido es san Anfiloquio, escritor y teólogo eclesiástico, amigo de Basilio Magno y de Gregorio Nacianceno.
El Concilio de Nicea I en 325 aprobó la ya existente organización eclesiástica según la cual el obispo de la capital de una provincia romana (el obispo metropolitano) tenía cierta autoridad sobre los otros obispos de la provincia (sufragáneos), utilizando por primera vez en sus cánones 4 y 6 el nombre metropolitano. Quedó así reconocido el metropolitanato de Antioquía en la provincia romana de Pisidia, siendo Iconio una de sus diócesis sufragáneas. El canon 6 reconoció las antiguas costumbres de jurisdicción de los obispos de Alejandría, Roma y Antioquía sobre sus provincias, aunque no mencionó a Cesarea, su metropolitano también encabezaba de la misma manera a los obispos de la diócesis civil de Capadocia como exarca del Ponto, entre ellos al de Antioquía de Pisidia. En 372 Iconio se volvió un metropolitanato. El canon 28 del Concilio de Calcedonia en 451 pasó al patriarca de Constantinopla las prerrogativas del exarca del Ponto, por lo que el metropolitanato de Iconio pasó a ser parte del patriarcado.
En la Notitia Episcopatuum del pseudo-Epifanio, compuesta durante el reinado del emperador Heraclio I (circa 640), la sede de Iconio figura en el lugar 23 en el orden jerárquico de las metrópolis del patriarcado de Constantinopla y se le atribuyen 14 diócesis sufragáneas. En la Notitia atribuida al emperador León VI (principios del siglo X), Iconio cayó al 24 entre las metrópolis del patriarcado, y las diócesis sufragáneas se han convertido en 15.
Iconio fue tomada por los selyúcidas del Sultanato de Rum circa 1075 y se volvió su capital. Fue brevemente capturada por la primera cruzada en 1097 y tomada por el Beylicato de Karaman en 1308 y por los otomanos en 1390. Tras la conquista mongola, fue entregada por Tamerlán al Beylicato de Karaman en 1403 y retomada por el Imperio otomano en 1468.
El 15 de septiembre de 1655 el metropolitanato de Iconio fue abolido y su territorio anexado al de Pisidia. Fue restablecido posiblemente en septiembre de 1661. Konya siguió siendo la sede de la metrópolis hasta el siglo XIX, cuando fue mudada a Niğde, en donde el elemento ortodoxo griego era más fuerte. Durante el período otomano el metropolitano de Iconio anexó la antigua metrópolis de Tyana, tomando su título.
Luego del Tratado de Lausana de 1923, que obligó al intercambio de poblaciones entre Grecia y Turquía, todos los cristianos griegos ortodoxos que habitaban en Anatolia fueron trasladados a Grecia.

## Cronología de los obispos
- Sosipater †
- San Terencio †
- San Caronato † (mártir)
- Celso †
- Nicomas † (antes de 264-después de 269)
- Pedro † (mencionado en 314 circa)
- Eulalio † (mencionado en 325)
- Faustino † (?-circa 372 falleció)
- Juan I † (?-circa 375 falleció)
- San Anfiloquio † (375 elegido-circa 400 falleció)
- Valeriano † (mencionado en 431)
- Onesíforo † (antes de 449-después de 451)
- Paladio † (mencionado en 458)
- Teodolo † (mencionado en 536)
- Pastor † (mencionado en 553)
- Teodoro †
- Pablo † (mencionado en 680)
- Elías † (mencionado en 692)
- León † (mencionado en 787)
- Teofilacto † (mencionado en 869)
- Teófilo † (mencionado en 879)
- Basilio † (mencionado en 997)
- Juan II † (mencionado en 1027)
- Anónimo † (asistió al Concilio de Constantinopla en 1077)
- Eustaquio † (mencionado en 1082)
- Niceto
- Anónimo † (asistió al Concilio de Constantinopla en 1152)
- Juan III † (mencionado en 1160)
- Anónimo † (mencionado en 1257)
- Teodoro II †
- Mateo † (católico)
- Anfiloquio † (?–1488)
- Partenio † (mencionado en 1638)
- Clemente †

(...)
- Silvestre † (mencionado en 1721)

(...)
- Rafael † (julio de 1780-septiembre de 1803 trasladado al metropolitanato de Larisa)
- Cirilo I † (septiembre de 1803-diciembre de 1810 trasladado al metropolitanato de Adrianópolis)
- Neófito I † (diciembre de 1810-1825 falleció)
- Antimo III (Tamvakis) † (octubre de 1825-septiembre de 1835 trasladado al metropolitanato de Larisa)
- Samuel † (septiembre de 1835-8 de enero de 1840 renunció)
- Joaquín II † (enero de 1840-junio de 1846 renunció)
- Melecio II † (junio de 1846-1849 falleció)
- Neófito II † (mayo de 1849-enero de 1865 falleció)
- Sofronio (Christidis) † (11 de enero de 1865-1 de mayo de 1873 trasladado al metropolitanato de Didymotichon)
- Agatángelo † (1 de mayo de 1873-17 de julio de 1885 falleció)
- Doroteo (Christidis) † (26 de agosto de 1885-22 de julio de 1887 trasladado al metropolitanato de Velegrades)
- Ambrosio (Christidis) † (22 de julio de 1887-20 de marzo de 1889 falleció)
- Atanasio (Iliadis) † (23 de marzo de 1889-10 de junio de 1911 falleció)
- Procopio (Lazaridis) † (16 de junio de 1911-12 de marzo de 1923 murió en prisión)
- Jacobo (Stefanidis) † (7 de julio de 1950-16 de abril de 1965 falleció)
- Teolepto (Fenerlis) † (desde el 10 de septiembre de 2000)